# Ocellularia piperis
Ocellularia piperis är en lavart som först beskrevs av Vain., och fick sitt nu gällande namn av Aptroot 2002. Ocellularia piperis ingår i släktet Ocellularia och familjen Thelotremataceae.   Inga underarter finns listade i Catalogue of Life.